# Либерализация цен в России
Либерализа́ция цен или о́тпуск цен — элемент экономической политики российского правительства в начале 1990-х годов, заключавшийся в ослаблении государственного регулирования в области ценообразования.

## История

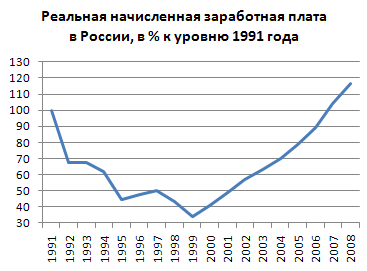

В прежние годы в экономике СССР применялись регулируемые государственные цены на абсолютное большинство производимых товаров (работ, услуг). Обсуждения среди высшего руководства страны о возможности перехода к свободным ценам начались за несколько лет до распада СССР.
На заседании Политбюро ЦК КПСС 3 ноября 1989 года Н. И. Рыжков высказал мысль, что продовольственная проблема в стране не будет решена, «если к 1991 году не подойдём к свободным ценам». В 1991 году кризис привёл к утрате контроля за ростом денежной массы в народном хозяйстве, а продолжающийся производственный спад — к сокращению объёма товарного предложения. Попытки постепенного перехода от установленных цен к договорным проблему не решили. К концу 1991 года отношение денежной массы к товарному предложению достигло трёхкратного уровня, что свидетельствовало об угрожающем экономическом неравновесии. Это проявлялось в нарастающем товарном дефиците, в особенности продовольствия в крупных городах. Для большинства специалистов стало очевидным, что необходим переход народного хозяйства страны на рыночные рельсы, который потребует отказа от государственного регулирования в области ценообразования. Предполагалось передать функции ценообразования непосредственно субъектам предпринимательской деятельности, устанавливающим цену под влиянием конкуренции, исходя из существующего спроса и предложения.
Отпуск цен являлся первым пунктом программы неотложных экономических реформ Бориса Ельцина, предложенной V съезду народных депутатов РСФСР, состоявшемуся в октябре 1991 года. Предложение об отпуске цен встретило безоговорочную поддержку съезда (878 голосов «за», и только 16 «против»).
Егор Гайдар вспоминал:

В октябре 1991 года мы предполагали, что можно отложить либерализацию цен до середины 1992 года, а к тому времени создать рычаги контроля над денежным обращением в России. Через несколько дней после начала работы в правительстве, ознакомившись с картиной продовольственного снабжения крупных российских городов, был вынужден признать, что отсрочка либерализации до июля 1992 года невозможна. В этом случае к лету 1992 года мы окажемся примерно там же, где были большевики летом 1918-го. Оставалась единственно возможная линия в экономической политике, дающая шансы на предотвращение катастрофы — либерализация цен, сокращение подконтрольных государству расходов, скорейшее отделение денежной системы России от денежных систем других постсоветских государств. Речь шла о развитии событий в ядерной державе, стабильность которой во многом зависела от того, что будет происходить с продовольственным снабжением городов.

Фактически радикальная либерализация потребительских цен была осуществлена 2 января 1992 года в соответствии с Указом президента РСФСР от 3 декабря 1991 года № 297 «О мерах по либерализации цен» и Постановлением Правительства РСФСР от 19 декабря 1991 года № 55 «О мерах по либерализации цен», в результате чего 90 % розничных цен и 80 % оптовых цен были освобождены от государственного регулирования. При этом контроль за уровнем цен на ряд социально значимых потребительских товаров и услуг (хлеб, молоко, общественный транспорт) был оставлен за государством (и на некоторые из них сохраняется до сих пор). Поначалу наценки на такие товары были ограничены, однако в марте 1992 года стало возможно отменять эти ограничения, чем воспользовалось большинство регионов. Помимо отпуска цен, начиная с января 1992 года был осуществлён ряд других важных экономических реформ, в частности, либерализация зарплат, введена свобода розничной торговли и так далее.
Изначально перспективы либерализации цен вызывали серьёзные сомнения, поскольку способность рыночных сил определять цены на товары была ограничена целым рядом факторов. Прежде всего, либерализация цен началась до приватизации, так что народное хозяйство преимущественно находилось в собственности государства.
Во-вторых, реформы были начаты на федеральном уровне, в то время как контроль за ценами традиционно осуществлялся на местном уровне, и в ряде случаев местные власти предпочли сохранить этот контроль напрямую, несмотря на отказ со стороны правительства предоставлять субсидии таким регионам. В январе 1995 года цены приблизительно 30 % товаров продолжали так или иначе регулироваться. Например, власти оказывали давление на приватизированные магазины, используя тот факт, что земля, недвижимость и коммунальные услуги по-прежнему оставались в руках у государства. Местные власти также создавали препятствия для торговли, например, запрещая экспорт продовольствия в другие области. В-третьих, возникли могущественные преступные группировки, которые блокировали доступ на существующие рынки и собирали дань путём рэкета, тем самым искажая рыночные механизмы ценообразования. В-четвёртых, плохое состояние средств связи и высокие транспортные расходы осложняли способность предприятий и отдельных граждан эффективно реагировать на рыночные сигналы. Несмотря на эти трудности, на практике рыночные силы стали играть значительную роль в ценообразовании, и неравновесие в экономике начало уменьшаться.

## Последствия
Либерализация цен стала одним из важнейших шагов на пути перехода экономики страны на рыночные принципы. По утверждению самих авторов реформ, в частности, Гайдара, благодаря либерализации магазины страны в достаточно короткое время наполнились товарами, увеличились их ассортимент и качество, были созданы главные предпосылки для формирования в обществе рыночных механизмов хозяйствования. Как писал сотрудник института Гайдара Владимир Мау, «главное, чего удалось добиться в результате первых шагов экономических реформ — преодолеть товарный дефицит и отвести от страны угрозу надвигающегося голода зимой 1991—1992 года, а также обеспечить внутреннюю конвертируемость рубля».
До начала реформ представителями Правительства России утверждалось, что либерализация цен приведёт к их умеренному росту — корректировке между спросом и предложением. Согласно общепринятой точке зрения, фиксированные цены на потребительские товары были в СССР занижены, что вызывало повышенный спрос, а это, в свою очередь, — нехватку товаров. Предполагалось, что в результате коррекции товарное предложение, выраженное в новых рыночных ценах, будет выше старого примерно в 3 раза, что обеспечит экономическое равновесие.

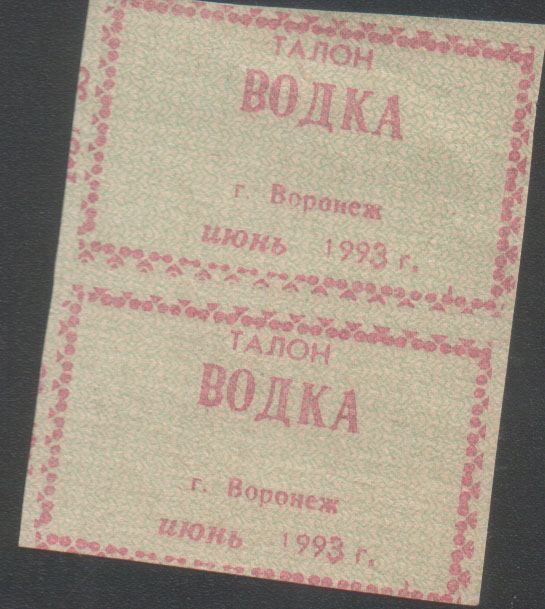
Талоны на водку, нередко заменявшую деньги в условиях, когда последние стремительно обесценивались в ходе гиперинфляции. Талоны на многие товары народного потребления сохранялись до конца 1993 года

Однако либерализация цен не была согласована с монетарной политикой. Вследствие либерализации цен к середине 1992 года российские предприятия остались практически без оборотных средств. Начиная с апреля, Центробанк начал осуществлять масштабную выдачу кредитов сельскому хозяйству, промышленности, бывшим советским республикам и эмиссию для покрытия дефицита бюджета. За этим последовала инфляция, которая по итогам 1992 года составила 2600 %. По мнению, Андрея Илларионова столь высокая инфляция имела своими причинами повышение государственных расходов в год либерализации почти на 14 % ВВП, также то, что в год либерализации не была проведена денежная реформа. Илларионов, таким образом, делает упор на принципиальном отличии политики Гайдара от политики других постсоциалистических правительств. Польский экономист Лешек Бальцерович возлагает вину за негативные последствия либерализации цен и других российских экономических реформ на политические конфликты, помешавшие нормальной работе правительства.
Либерализация цен привела к гиперинфляции, обесцениванию заработной платы, доходов и сбережений населения, росту безработицы, а также к усилению проблемы нерегулярности выплаты заработков. Сочетание этих факторов с экономическим спадом, возросшим неравенством в доходах и неравномерным распределением заработков между регионами привело к стремительному падению реальных заработков для значительной части населения и её обнищанию. Доля бедных и очень бедных домашних хозяйств между 1992 и 1995 гг. увеличилась с 33,6 % до 45,9 %.
Кроме того, гиперинфляция привела к слишком резкому падению покупательского спроса, что поначалу только усугубило экономический спад. В 1998 году ВВП на душу населения составлял 61 % от уровня 1991 года — эффект, который стал неожиданностью для самих реформаторов, ожидавших от либерализации цен противоположного результата, однако который в меньшей степени наблюдался и в других странах, где была проведена «шоковая терапия».
Объясняя причины высокой инфляции, реформаторы утверждали, что они не были связаны с собственно либерализацией цен. В качестве таких причин они приводили политическое давление, прежде всего со стороны Верховного Совета, которое вынуждало проводить эмиссию денег, а также приток рублей, напечатанных в соседних республиках.
По мнению ряда экономистов, в условиях практически полной монополизации производства, либерализация цен фактически привела к смене органов, которые их устанавливают: вместо государственного комитета этим стали заниматься сами монопольные структуры, следствием чего являлось резкое повышение цен и одновременное снижение объёмов производства. Таким образом проявился типично монопольный эффект. По мнению сотрудника МичГАУ Б. И. Смагина, государственная система ценообразования была фактически заменена не рыночной, а монопольной, свойством которой является повышенный уровень рентабельности при низком объёме выпуска продукции, что в свою очередь приводит к ускорению инфляции и к сокращению производства. По мнению экономиста Г. А. Явлинского, монополии начали диктовать цены реализации и закупочные цены на сырьё, что дало толчок гиперинфляции, избежать этого можно было, дав населению перед началом либерализации цен возможность на приобретение средств производства — магазинов, земли, грузового автотранспорта. То есть, проведя малую приватизацию.
По мнению ряда экономистов, либерализация цен привела к тому, что рост цен значительно обогнал рост денежной массы, следствием чего являлось её реальное сжатие. Так, за 1992—1997 годы индекс-дефлятор ВВП и индекс потребительских цен выросли примерно в 2400 раз, в то же время агрегат денежной массы М2 увеличился примерно в 280 раз. В результате «реальная» денежная масса сократилась в 8 с лишним раз. При этом не произошло такого же увеличения скорости оборачиваемости денег, что могло бы компенсировать сжатие. Положение усугублялось тем, что в результате приватизации на денежную массу легла дополнительная нагрузка по обслуживанию акций, облигаций и так далее, которые ранее не являлись объектами сделок. Вследствие этих процессов к 2000 году денежная масса стала составлять около 15 % ВВП, при том, что в странах с переходной экономикой она составляла тогда 25—30 % ВВП, а в развитых странах — 60—100 % ВВП. При нехватке денег они стали настолько дорогими, что реальный сектор экономики оказался оголён от финансовых ресурсов. Отсутствие денег в экономике также ускорило развитие других негативных процессов: падения экономического роста, восполнения недостающей денежной массы суррогатами и усиления натурализации обмена (бартерных операций).
По мнению экономиста С. Ю. Глазьева, не сопровождавшаяся созданием сдерживающих механизмов либерализация цен привела «не к созданию механизмов рыночной конкуренции, а к установлению контроля над рынком организованных преступных групп, извлекающих сверхдоходы путём взвинчивания цен», к тому же допущенные ошибки «спровоцировали гиперинфляцию издержек, которая не только дезорганизовала производство, но и привела к обесценению доходов и сбережений граждан».

## Критика

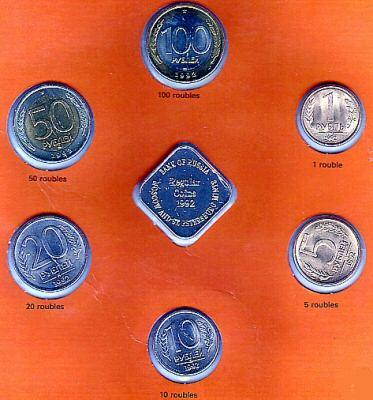
В СССР до конца 80-х годов XX века в обороте использовались только монеты номиналом не более 1 рубля, а благодаря гиперинфляции в обращении появились монеты в 100 руб.

Гиперинфляция обесценила сбережения советского периода. Несмотря на принятые Верховным Советом РСФСР (а впоследствии и Госдумой) законы, согласно которым вклады в Сбербанке должны быть индексированы в соответствии с покупательной способностью рубля, правительство неоднократно отказывалось признать за собой этот внутренний долг, ссылаясь на вероятные пагубные последствия для финансовой стабильности в стране. Критики экономической политики правительства Гайдара, в том числе среди сторонников либеральных реформ, сравнивают этот процесс с конфискацией.
Предметом острой критики является то, что реформы были проведены без широкой общественной дискуссии, в которой бы участвовали сторонники альтернативных подходов. Ещё до либерализации цен выдвигались аргументы, что ей должна была предшествовать приватизация, которой, в свою очередь, должны были предшествовать институциональные реформы: прежде всего, обеспечение господства права и законодательной защиты частной собственности. Утверждается, что наличие жизнеспособного частного сектора (хотя бы малого бизнеса) привело бы к его росту после либерализации цен, что смягчило бы эффект падения производства («вьетнамский опыт»). Кроме того, денежная приватизация сама по себе способна изъять значительные средства у населения в обмен на акции крупных предприятий и тем самым восстановить баланс. Вторым, схожим по сути, предложением для решения проблемы экономического равновесия была продажа других форм госимущества: средств производства, земли, жилищного фонда и так далее. Третьей альтернативой была плавная либерализация, с частичным сохранением плановой экономики («китайский путь»), чтобы не допустить чрезмерного падения покупательского спроса. Сторонники этой точки зрения полагают, что ценообразование на важнейшие группы товаров должно было освобождаться от государственного контроля постепенно, в течение длительного промежутка времени.
На эту критику реформаторы отвечали, что они исходили из конкретных условий России конца 1991 года. Несмотря на то, что формально государство сохраняло значительный контроль над экономикой и обществом, фактически государственные органы не обладали реальной властью, а политический курс исполнительной власти вызывал сопротивление со стороны представительной власти — Верховного Совета. В таких условиях, с точки зрения реформаторов, ни проведение глубокой законодательной реформы, ни «китайский путь» не были возможны.
Другим предметом критики либерализации цен является лежащая в её основе концепция неолиберализма и неоклассической модели экономики, в особенности, роль цен в передаче информации на рынке.

## Либерализация цен на Украине и в Белоруссии
27 декабря 1991 года Кабинет Министров Украины принял постановление № 376 «О системе цен в народном хозяйстве и на потребительском рынке Украины». Правительство не решилось «отпустить» все цены и вводило регулирование цен на широкий перечень ключевых товаров и услуг (уголь, нефть, газовый конденсат, природный и сжиженный газ, электроэнергию и тепло, транспортные услуги, отдельные виды хлеба и т. д.). В декабре 1993 года правительство и. о. премьер-министра Ефима Звягильского приняло постановление № 987 «Об упорядочении цен и тарифов», которое расширяло перечень товаров, подпадавших под регулирование цен. Результатом такой политики стало развитие бартерных схем, падение производства. Цены на отдельные товары то отпускали, то опять фиксировали. Остановка роста отдельных цен на фоне гиперинфляции приводила к исчезновению этих товаров с полок магазинов.
Правительство Белоруссии в своем заявлении от 18 ноября 1991 года объявило о вынужденной либерализации цен с 1 января 1992 года. При этом фиксированными оставались цены на хлеб, мясомолочные
продукты, детские товары, жилищно-коммунальные услуги, транспорт. Вскоре почти все предприятия республики, в том числе колхозы и совхозы, были включены в список предприятий-монополистов, цены на продукцию которых контролировались государством (декларирование цен, установление лимитов рентабельности). После того как президентом Белоруссии в 1994 году стал Александр Лукашенко, он издал указ, которым правительству было предоставлено право определять номенклатуру продукции, товаров и услуг, на которые утверждается фиксированная государственная цена (Указ № 49 от 15 августа 1994 г.). К осени 1995 года подавляющее большинство цен было формально свободными, но любая фирма могла быть проверена на предмет экономической обоснованности издержек и прибыли. Такая политика привела к тому, что из-за уровня рентабельности более низкого, как правило, чем уровень инфляции, большинство предприятий «проело» свои оборотные фонды.